# アレクセイ・レオンチェフ (言語学者)
アレクセイ・アレクセーエヴィチ・レオンチェフ（ロシア語: Алексе́й Алексе́евич Лео́нтьев、英語: Alexei Alekseevich Leont'ev、1936年1月14日 - 2004年8月12日）は、旧ソビエト連邦・ロシアの言語学者。

## 経歴
1936年、モスクワ生まれ。ソビエト連邦科学アカデミー言語学研究所教授、A・C・プーシキン名称ロシア語研究所員を経て、モスクワ大学心理学部教授を務めた。
実父のアレクセイ・Н・レオンチェフと同様、ヴィゴツキー学派に所属した。心理言語学および人格心理学の推進者。人間の高次精神機能と言語使用との相関を実験的に追究した。また、ヴィゴツキー紹介の第一人者でもあった。